# Independence Rock (Wyoming)
 Independence Rock, officieel ook Independence Rock State Historic Site, is een grote granieten rots, 1803 m boven de zeespiegel, in Natrona County in de Amerikaanse staat Wyoming. De rots is ongeveer 40 meter hoog. Het is een National Historic Landmark sinds 1961. Het geheel wordt door de staat onderhouden en is aangewezen als state historic site.
Independence Rock kreeg zijn vorm niet tijdens de IJstijden maar de ronde vorm ontstond door fysische verwering, meer bepaald woestijnverwering.
Independence Rock kreeg zijn naam van Independence Day omdat immigranten die de Oregon Trail, de Mormon Trail en de California Trail hier rond of op 4 juli wilden toekomen. Later zou betekenen dat ze de Rocky Mountains en de Sierra Nevada tijdens winterse omstandigheden moesten oversteken (zie Donner Pass). Independence Rock ligt langs de Sweetwater River die de pioniers tijdens een stuk van hun tocht van water voorzag. Devil's Gate ligt 30 km westwaarts en Split Rock een ander herkenningspunt tijdens hun trek, ligt 90 km westwaarts. Register Cliff ligt dan weer 250 km oostwaarts langs de trekroute, vlak bij Fort Laramie National Historic Site.
Pieter-Jan De Smet was hier in 1840 en noemde deze plaats the Register of the Desert (het register van de woestijn).
Op de rots is een aantal namen ingekerfd. Men gaat ervan uit dat een deel ervan aangebracht is door uitbaters van een winkel boven op de rots die hiervoor een kleine vergoeding vroegen of door mormonen die een tijdlang bij de rots woonden.

## Afbeeldingen

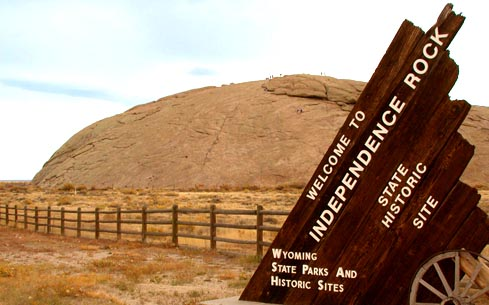
Independence Rock